# Strukturmatrize

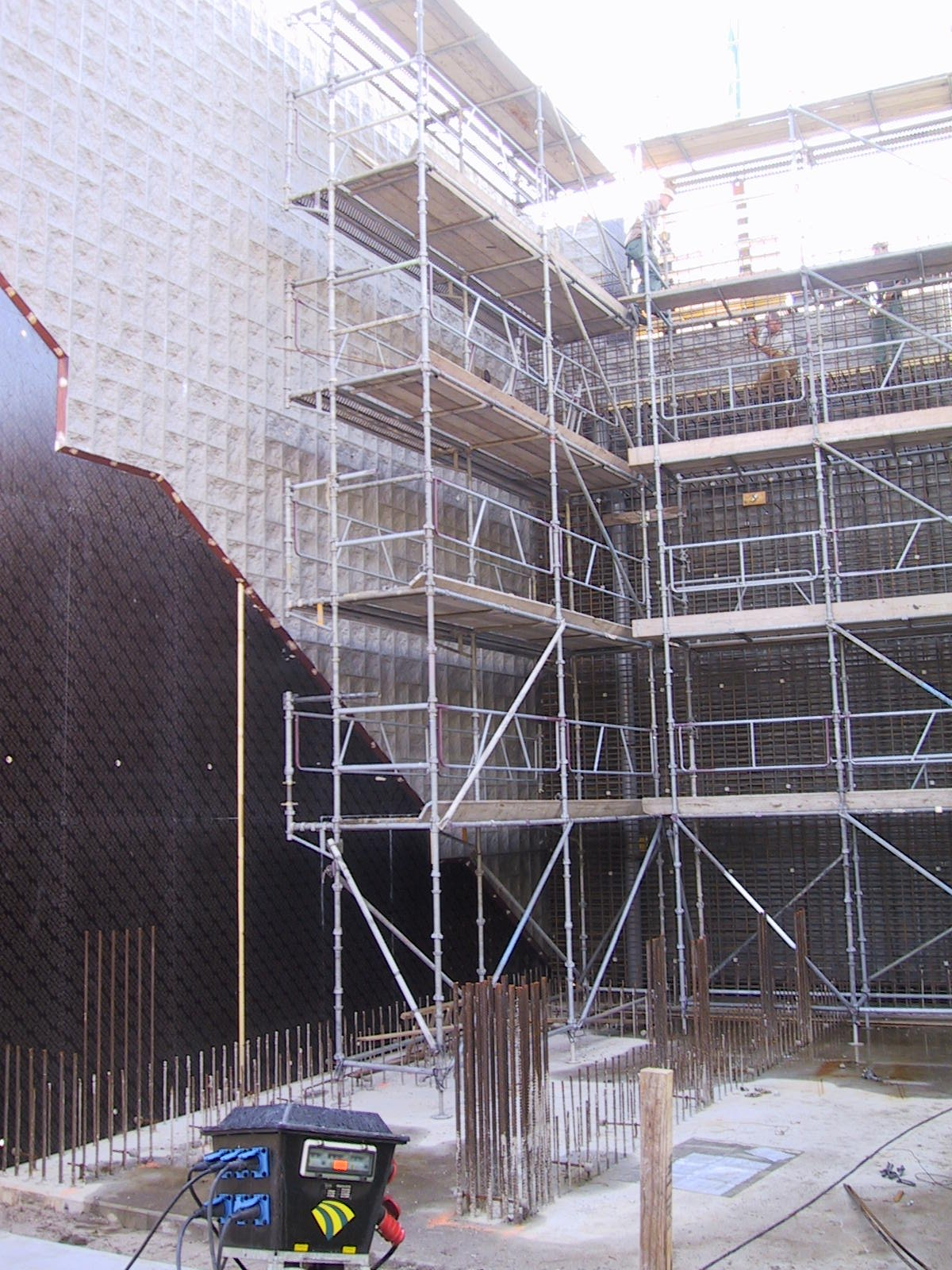
Einsatz einer Strukturmatrize (Mauerwerk-Struktur) bei einem Widerlager (Ortbetonbau).

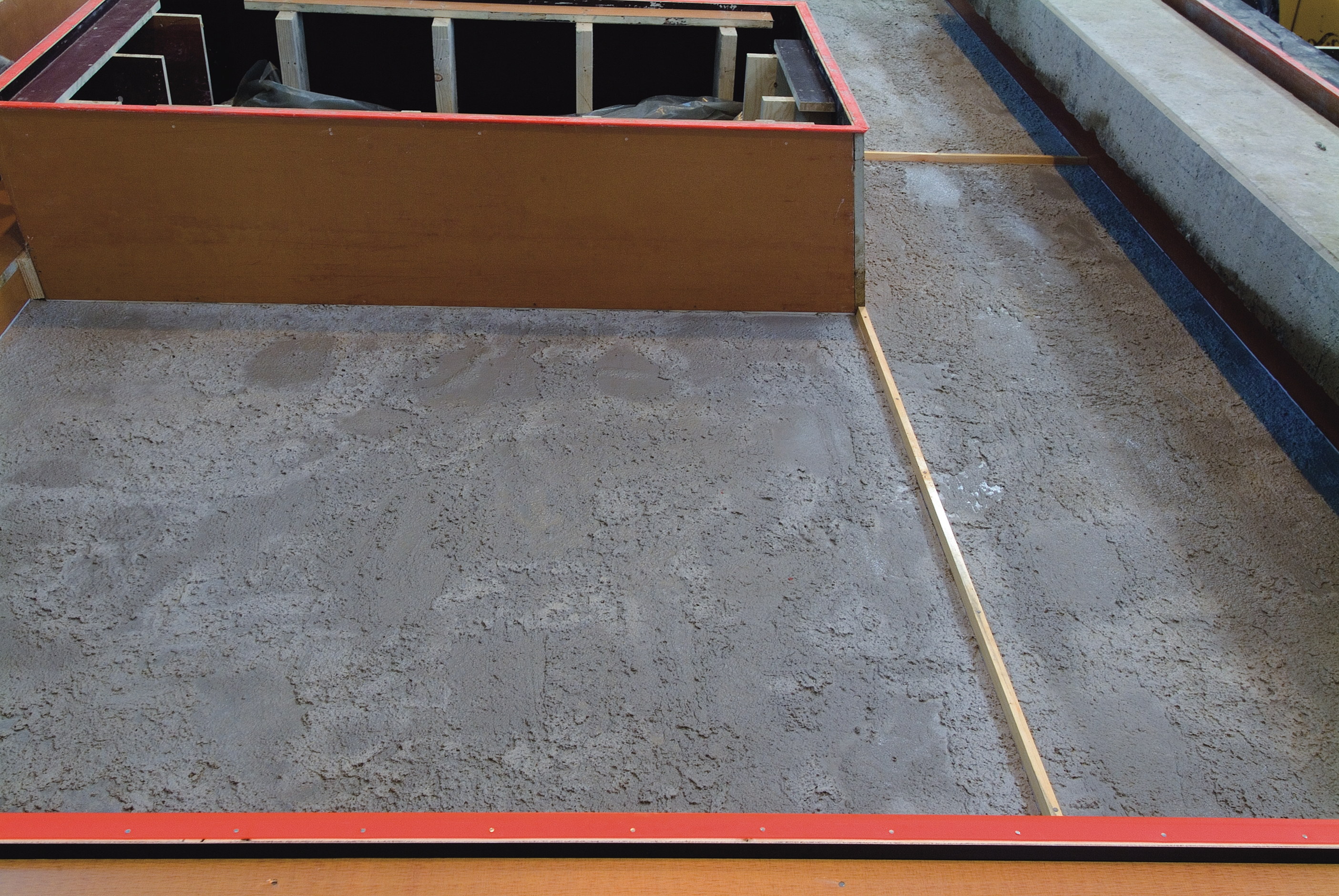
Einsatz einer Strukturmatrize (Lehmputz-Struktur) in einem Betonfertigteilwerk.

Strukturmatrizen sind elastische, texturierte Schalungseinlagen, die zur Strukturierung von Sichtbetonoberflächen (Strukturbeton) verwendet werden. Mithilfe von elastischen Schalungseinlagen können individuelle Designs, natürliche Strukturen, individuelle Entwürfe, Schriftzüge bis hin zu Fotos in die Betonfassade gebracht werden. Der architektonischen Gestaltungsfreiheit sind keine Grenzen gesetzt. Aufgrund der hohen Elastizität und Flexibilität, können Matrizen je nach Ausführung mehrfach eingesetzt werden. Strukturmatrizen sind langlebig und sparen Kosten. 

Ähnliche Begriffe:
- Betonmatrize
- Schalungsmatrize

## Material
Die Matrizen bestehen aus gummiähnlichen Polyurethan-Elastomeren. Die Elastizität macht die Strukturmatrize widerstandsfähig und flexibel. Damit wird ein beschädigungsfreies Entschalen des Betons und eine zeichnungsgetreue und scharfkantige Wiedergabe des Texturprofils gewährleistet. Zudem sind Strukturmatrizen sehr wirtschaftlich; sie können bis zu hundert Mal verwendet werden.  

## Einsatz
Strukturmatrizen werden sowohl in Betonfertgiteilwerken als auch im Ortbeton eingesetzt. Sie benötigen immer eine vollflächige Trägerschalung. Die Art, Zusammensetzung und Güte des Betons schränken die Anwendung der Betonmatrizen nicht ein. Es spielt keine Rolle, ob es sich um Normalbeton, Schwerbeton, Leichtbeton, Weißbeton oder um gefärbten Beton handelt. Auch selbstverdichtender Beton und Glasfaserbeton oder mit Stahlfasern armierter Beton beeinträchtigen nicht die Verwendungsmöglichkeiten der Matrizen. 
Einsatz in Betonfertigteilherstellung:
Hierbei wird die Strukturmatrize entweder lose auf die waagerechten Fertigungstische aufgelegt oder vollflächig verklebt. Anschließend wird die Schalung mit Beton ausgegossen. Um den Beton zu verdichten und Luftpolster zu vermeiden, wird der flüssige Beton ausgerüttelt. Nach dem Aushärten des Betons kann die Fassadenplatte problemlos entschalt werden. Die Strukturmatrize ist wieder einsatzbereit.
Einsatz im Ortbeton:
Im Ortbeton müssen die Matrizen immer vollflächig aufgeklebt werden. Für das Kleben wird Matrizenkleber verwendet. In Ausnahmen können Strukturmatrizen auf die Schalung genagelt werden. 

## Herstellung

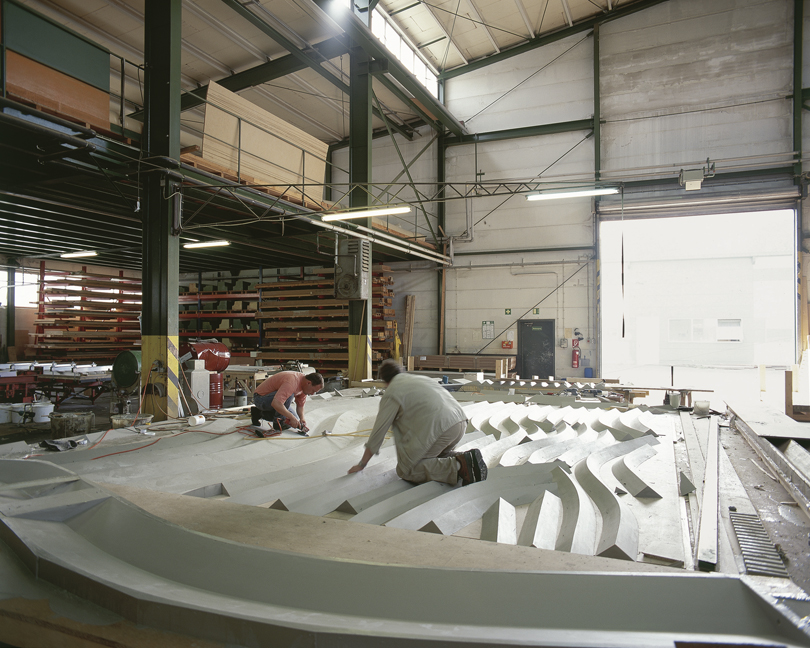
Anfertigung einer Mutterform (Modell)
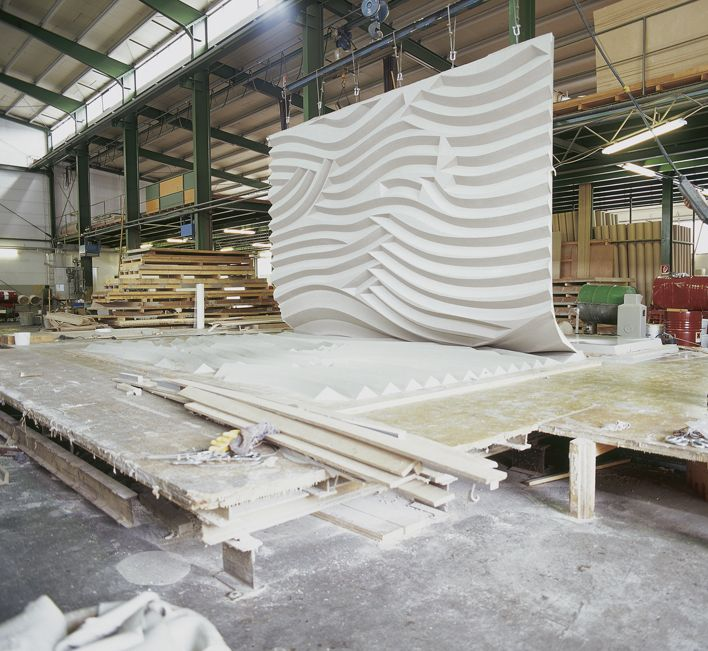
Fertige Matrize
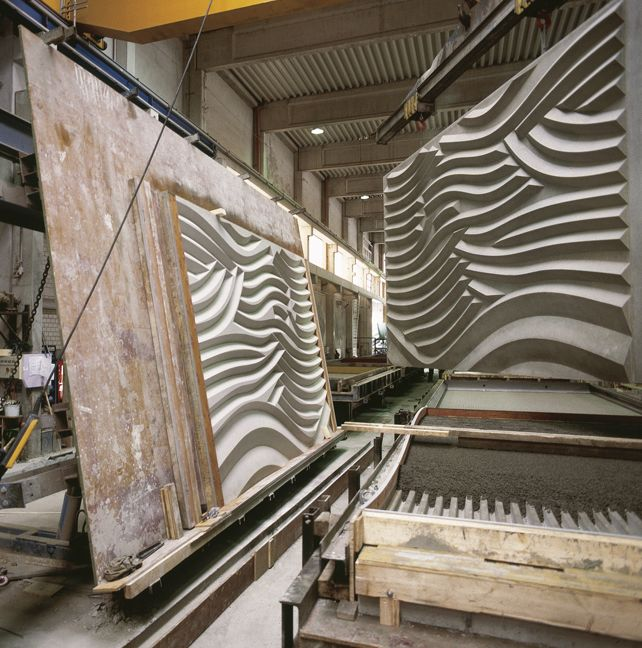
Matrize und Betonfertigteil
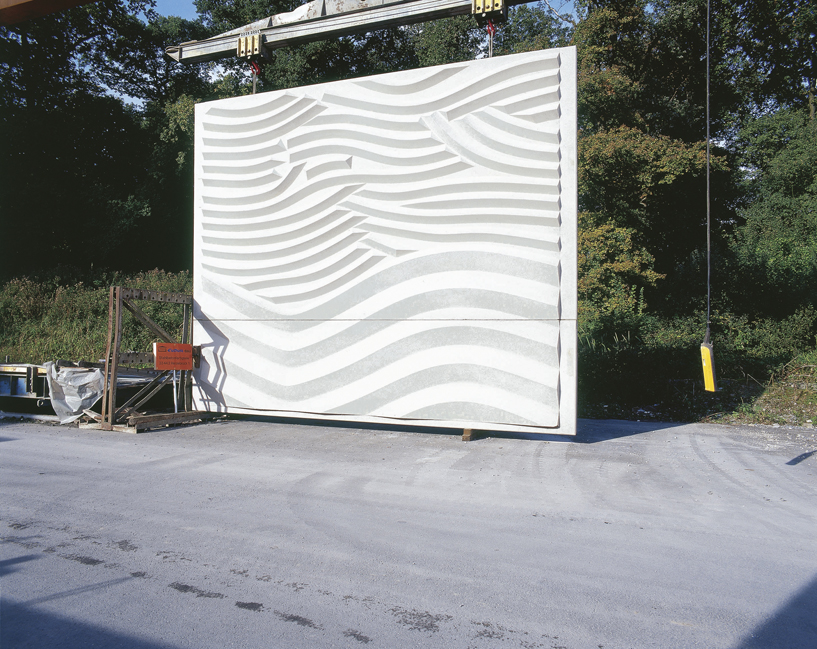
Komplettes Betonfertigteil

Das Modell entsteht aus Standard- oder Individualstrukturen. Das Design wird modelliert oder als Abdruck einer bereits vorhandenen Struktur genommen. Daraus entsteht ein Positivmodell. Dieses wird mit einem speziellen Trennmittel / Trennwachs versiegelt, um später die Matrize von dem Modell lösen zu können. Nachdem das Trennmittel getrocknet ist, wird flüssiges Elastomer in das Modell gegossen. Wenn der Kunststoff ausgehärtet ist, kann die Strukturmatrize einfach und problemlos entschalt werden. Aufgrund der hohen Elastizität der Matrize, wird die Struktur detailgetreu wiedergegeben. Zudem ist die Betonmatrize so robust, dass die mehrfach eingesetzt werden kann. 

## Projekte
- Museum für Architekturzeichnung